# Saint-Brice-sous-Rânes
Pour les articles homonymes, voir Saint-Brice.
Saint-Brice-sous-Rânes est une commune française, située dans le département de l'Orne en région Normandie, peuplée de 139 habitants.

## Géographie
La commune est en pays d'Houlme. Son bourg est à 5 km au nord de Rânes, à 8 km au sud-ouest d'Écouché et à 16 km à l'est de Briouze.
| Lougé-sur-Maire | Écouché-les-Vallées (comm. dél. de Saint-Ouen-sur-Maire) | Écouché-les-Vallées (comm. dél. de Saint-Ouen-sur-Maire), Sevrai |
| Lougé-sur-Maire | Saint-Brice-sous-Rânes                                   | Joué-du-Plain                                                    |
| Rânes           | Rânes                                                    | Joué-du-Plain                                                    |

### Hydrographie
La commune est située dans le bassin Seine-Normandie. Elle est drainée par le Guemondet, le ruisseau de Chalau, le ruisseau de Gosu, le fossé 01 de la Guinière, le ruisseau de la Barbottière, le ruisseau des Aunais et un autre petit cours d'eau,.

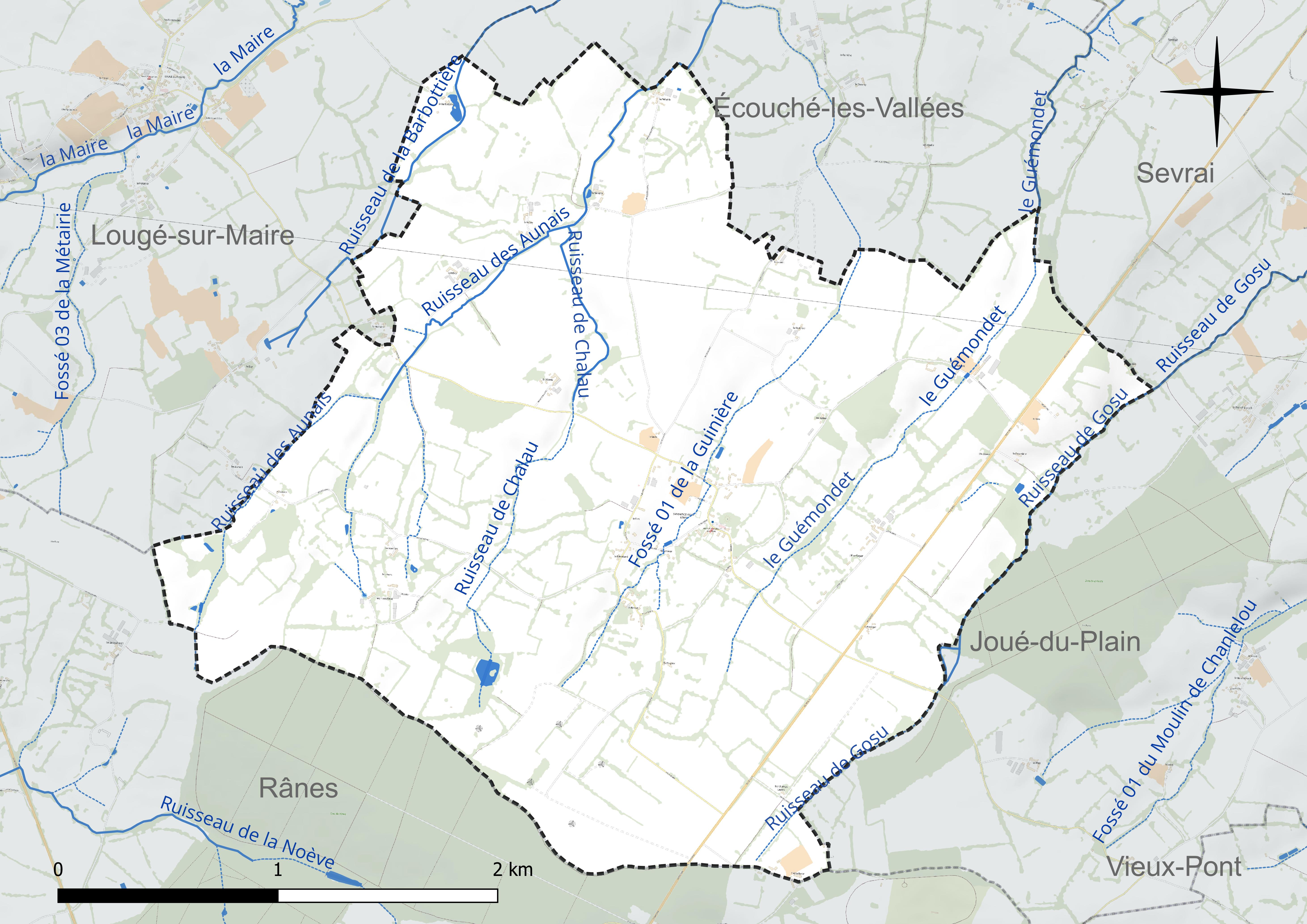
Réseau hydrographique de Saint-Brice-sous-Rânes.

### Climat
Pour des articles plus généraux, voir Climat de la Normandie et Climat de l'Orne.
En 2010, le climat de la commune est de type climat océanique altéré, selon une étude du CNRS s'appuyant sur une série de données couvrant la période 1971-2000. En 2020, Météo-France publie une typologie des climats de la France métropolitaine dans laquelle la commune est exposée à un climat océanique et est dans la région climatique Normandie (Cotentin, Orne), caractérisée par une pluviométrie relativement élevée (850 mm/a) et un été frais (15,5 °C) et venté. Parallèlement le GIEC normand, un groupe régional d’experts sur le climat, différencie quant à lui, dans une étude de 2020, trois grands types de climats pour la région Normandie, nuancés à une échelle plus fine par les facteurs géographiques locaux. La commune est, selon ce zonage, exposée à un « climat contrasté des collines », correspondant au Bocage normand, bien arrosé, voire très arrosé sur les reliefs les plus exposés au flux d’ouest, et frais en raison de l’altitude.
Pour la période 1971-2000, la température annuelle moyenne est de 10,1 °C, avec une amplitude thermique annuelle de 13,4 °C. Le cumul annuel moyen de précipitations est de 810 mm, avec 12,6 jours de précipitations en janvier et 7,8 jours en juillet. Pour la période 1991-2020, la température moyenne annuelle observée sur la station météorologique la plus proche, située sur la commune de Briouze à 13 km à vol d'oiseau, est de 10,9 °C et le cumul annuel moyen de précipitations est de 920,5 mm,. Pour l'avenir, les paramètres climatiques de la commune estimés pour 2050 selon différents scénarios d’émission de gaz à effet de serre sont consultables sur un site dédié publié par Météo-France en novembre 2022.

## Urbanisme

### Typologie
Au 1er janvier 2024, Saint-Brice-sous-Rânes est catégorisée commune rurale à habitat très dispersé, selon la nouvelle grille communale de densité à sept niveaux définie par l'Insee en 2022.
Elle est située hors unité urbaine. Par ailleurs la commune fait partie de l'aire d'attraction d'Argentan, dont elle est une commune de la couronne,. Cette aire, qui regroupe 50 communes, est catégorisée dans les aires de moins de 50 000 habitants,.

### Occupation des sols
L'occupation des sols de la commune, telle qu'elle ressort de la base de données européenne d’occupation biophysique des sols Corine Land Cover (CLC), est marquée par l'importance des territoires agricoles (99,3 % en 2018), une proportion identique à celle de 1990 (99,3 %). La répartition détaillée en 2018 est la suivante : 
prairies (55,9 %), terres arables (36,5 %), zones agricoles hétérogènes (6,9 %), forêts (0,7 %). L'évolution de l’occupation des sols de la commune et de ses infrastructures peut être observée sur les différentes représentations cartographiques du territoire : la carte de Cassini (XVIIIe siècle), la carte d'état-major (1820-1866) et les cartes ou photos aériennes de l'IGN pour la période actuelle (1950 à aujourd'hui).

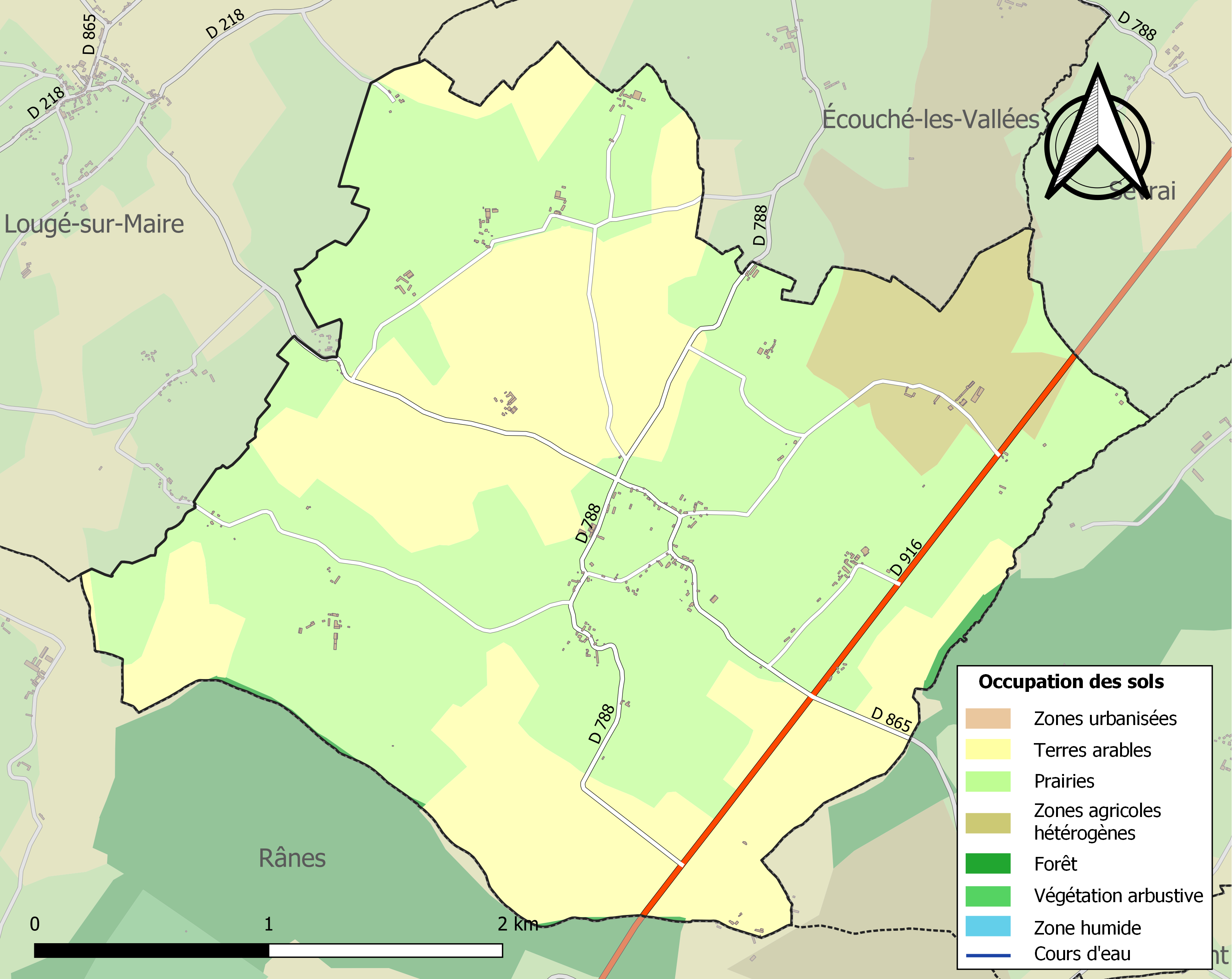
Carte des infrastructures et de l'occupation des sols de la commune en 2018 (CLC).

## Toponymie
Le nom de la localité est attesté sous la forme Sanctus Bricius à la fin du XIIe siècle, Saint Brice en 1793, Saint-Brice-sous-Râne en 1801.
La paroisse serait dédiée non à Brice, successeur de saint Martin comme évêque de Tours, mais à un moine de l'abbaye Saint-Mesmin de Micy venu en ermite dans le diocèse de Séez au VIe siècle.
Rânes est une paroisse voisine au sud.
Plusieurs documents, antérieurs à la Révolution française de 1789, désignent le lieu sous la forme Saint Brix. En 1547, Jacques d'Harcourt, outre son titre de baron d'Écouché, est  noté seigneur de Saint Brix (et autres lieux) ; un de ses descendants, Pierre d'Harcourt (décédé en 1648), baron de Lougey et de Saint Ouen, est encore seigneur de Saint Brix (cette désignation rappelle la prononciation, encore entendue dans les années 1950 chez les plus âgés : saint Bri, et cela malgré la nouvelle orthographe fixée à la Révolution lorsque Saint Brice devint une commune du canton de Rasnes, entre 1790 et 1802)[réf. nécessaire].
Les sobriquets dont on affublait les habitants de la commune étaient : « les patrouillards » (allusion à la chouannerie) et « les culottes jaunes »[réf. nécessaire].

## Histoire
Le site a été occupé de longue date comme l'indiquent les vestiges préhistoriques (outils et armes de pierre). 
Au Paléolithique moyen, vers 143 000 av. J.-C., un premier niveau d’occupation néandertalien est découvert; il correspond à un site de production d’outils bifaciaux.
L’occupation du site sur une très longue période est récurrente; elle est liée à la qualité de la matière première, et à l’extension du site sur plusieurs centaines d’hectares sur les placages d’argile à silex. Le grès a aussi été exploité de façon anecdotique sur ce site.
Vers 41 000 av. J.-C., l’atelier «des Bruyères» se caractérise par la production et l’utilisation de pièces bifaciales. Ce site s’inscrit dans le groupe du « Moustérien à outils bifaciaux » du Grand-Ouest.
Vers 50 000 av. J.-C., ce site témoigne des derniers peuplements néandertaliens de Normandie avant l'arrivée des grands froids du Pléniglaciaire supérieur,.
Par la suite une occupation gallo-romains a été mise en évidence par la présence de tuiles.
En 1335, la paroisse de Sanctus Brictius est citée dans un pouillé (registre ecclésiastique) du diocèse de Séez. Ce document précise que, du point de vue religieux, la cure est à la présentation de la collégiale Saint-Nicolas du Merlerault, alors dans le diocèse de Lisieux (de ce fait, les chanoines du Merlerault perçoivent la part principale de la dîme versée par les habitants de la paroisse de Saint-Brice). Cette paroisse fait partie (au sein du diocèse de Séez) du doyenné d'Écouché dans l'archidiaconé du Houlme.
Sous l'Ancien Régime, la paroisse fait partie de la baronnie d'Écouché jusqu'en 1717 (date de sa vente au seigneur de la Motte — en Joué-du-Plain — par Charles le Tonnelier de Breteuil, dernier baron d'Écouché). Saint-Brice fut donc rattaché au « marquisat de la Motte-Lézeau » jusqu'à la Révolution. Sur le plan judiciaire, Saint-Brice appartenait à la sergenterie du Houlme (pays d'Houlme), subdivision de la vicomté de Falaise.
En 1687, deux ans après la révocation de l'édit de Nantes de Henri IV qui était censé mettre fin aux guerres de Religion, un grand retable est construit dans le chœur de l'église (la Contre-Réforme entend affirmer la prééminence du culte catholique sur le protestantisme).
En 1702, à la suite de la désunion de la vicomté de Briouze, Louis XIV crée une haute justice à Saint-Brice. Jean Baptiste Le Verrier, écuyer, est seigneur de la Conterie en Saint-Brice en 1730. Vers 1785, le curé est César Alexandre Guyon des Diguières (d'Argentan).
L'affaire criminelle Dufay et Dal Santo, à la Barbotière, en août 1944, a défrayé la chronique.

## Politique et administration
| Période                                  | Période      | Identité         | Étiquette | Qualité                                     |
| ---------------------------------------- | ------------ | ---------------- | --------- | ------------------------------------------- |
| juin 1995                                | mars 2001    | Pierre Hairy     |           |                                             |
| mars 2001                                | avril 2014   | Maurice Goulard  |           | Exploitant agricole                         |
| avril 2014                               | juillet 2020 | Claude Duplessy  | SE        | Agriculteur, éleveur de chevaux en retraite |
| juillet 2020                             | En cours     | Katia Guillochin | SE        | Fonctionnaire d’État                        |
| Les données manquantes sont à compléter. |              |                  |           |                                             |

Le conseil municipal est composé de onze membres,
.

## Démographie
L'évolution du nombre d'habitants est connue à travers les recensements de la population effectués dans la commune depuis 1793. Pour les communes de moins de 10 000 habitants, une enquête de recensement portant sur toute la population est réalisée tous les cinq ans, les populations de référence des années intermédiaires étant quant à elles estimées par interpolation ou extrapolation. Pour la commune, le premier recensement exhaustif entrant dans le cadre du nouveau dispositif a été réalisé en 2008.
En 2022, la commune comptait 139 habitants, en évolution de +2,21 % par rapport à 2016 (Orne : −3,21 %, France hors Mayotte : +2,11 %).
Saint-Brice-sous-Rânes a compté jusqu'à 533 habitants en 1836.
| 1793 | 1800 | 1806 | 1821 | 1836 | 1841 | 1846 | 1851 | 1856 |
| ---- | ---- | ---- | ---- | ---- | ---- | ---- | ---- | ---- |
| 485  | 497  | 494  | 513  | 533  | 512  | 516  | 502  | 475  |

| 1861 | 1866 | 1872 | 1876 | 1881 | 1886 | 1891 | 1896 | 1901 |
| ---- | ---- | ---- | ---- | ---- | ---- | ---- | ---- | ---- |
| 461  | 442  | 418  | 415  | 377  | 347  | 336  | 321  | 287  |

| 1906 | 1911 | 1921 | 1926 | 1931 | 1936 | 1946 | 1954 | 1962 |
| ---- | ---- | ---- | ---- | ---- | ---- | ---- | ---- | ---- |
| 263  | 222  | 218  | 209  | 239  | 210  | 224  | 207  | 211  |

| 1968 | 1975 | 1982 | 1990 | 1999 | 2006 | 2008 | 2013 | 2018 |
| ---- | ---- | ---- | ---- | ---- | ---- | ---- | ---- | ---- |
| 201  | 189  | 178  | 165  | 155  | 165  | 168  | 140  | 137  |

| 2022 | - | - | - | - | - | - | - | - |
| ---- | - | - | - | - | - | - | - | - |
| 139  | - | - | - | - | - | - | - | - |

## Économie
- Une marque de bière locale est fabriquée à la ferme de l'Être Soyer et commercialisée en Normandie sous le nom de La Trotteuse.

## Lieux et monuments
- Église Saint-Brice, du XVIIIe siècle.
- Chapelle du Parc.